# 坂口実央
坂口 実央（さかぐち みお、1980年5月7日 - ）は日本の歌手。

## 経歴
- 日本テレビの『コムロ式』にて募集された小室哲哉監修による通信教育「TK MUSIC ONLINE」の特待生に選ばれ、同番組でデビューまでの道のりが放送された。DJ DRAGON（GABALL）プロデュースにより、「factoryorumok」レーベルからデビュー。

## シングル
- ENJOY BAD DAYS,ENJOY GOOD DAYS （2000年5月13日）
Produced by DRAGON、Executive Produced by Tetsuya Komuro
  1. ENJOY BAD DAYS, ENJOY GOOD DAYS
作詞：前田たかひろ、作曲：小室哲哉、編曲：小室哲哉、久保こーじ
  2. Wanna Be Your Melody
作詞：小室みつ子、作曲・編曲：久保こーじ、中堅工房
  3. ENJOY BAD DAYS,ENJOY GOOD DAYS (TV Mix)
  4. Wanna Be Your Melody (TV Mix)

- How Many Days（2000年8月19日）
Produced by STEREOLIQUID、Executive Produced by Tetsuya Komuro
  1. How Many Days (Original mix)
作詞：MARC、作曲・編曲：小室哲哉・Kei
  2. How Many Days (TV mix)
  3. How Many Days (Acappella)

## 出演番組
- 坂口実央のAll Freedom （TBSラジオ）
- 坂口実央のミオズ・ブラフ・ライフ（TOKYO FM）